# Serjania elongata
Serjania elongata är en kinesträdsväxtart som beskrevs av Macbride. Serjania elongata ingår i släktet Serjania och familjen kinesträdsväxter. Inga underarter finns listade i Catalogue of Life.